# Lê Khanh
Lê Khanh (sinh ngày 14 tháng 7 năm 1963), tên thật là Trần Mai Khanh, là một diễn viên điện ảnh và nghệ sĩ kịch nói Việt Nam. Bà bắt đầu hoạt động nghệ thuật từ năm 1970 và tham gia biểu diễn trong nhiều tác phẩm sân khấu, phim điện ảnh và truyền hình. Lê Khanh là một trong số ít nghệ sĩ được phong tặng danh hiệu Nghệ sĩ Ưu tú và Nghệ sĩ Nhân dân khi còn trẻ, ở tuổi 38. Những năm gần đây, bà còn tham gia một số chương trình hài kịch và trình diễn thời trang.

## Tiểu sử
Lê Khanh tên thật là Trần Mai Khanh, sinh ngày 14 tháng 7 năm 1963 tại Hà Nội). Bà được sinh ra trong một gia đình có truyền thống 4 đời làm nghệ thuật và có lối sống cùng văn hóa đậm nét Hà Nội.
NSND Lê Khanh kết hôn với đạo diễn, nhà quay phim Phạm Việt Thanh. Bà cũng từng là Phó Giám đốc nghệ thuật của Nhà hát Tuổi Trẻ.
Lê Khanh từng là giảng viên tại trường Đại học Sân khấu điện ảnh Hà Nội.

## Danh sách kịch
Tiêu biểu:

### Kịch nói
Đã tham gia vai chính trong các vở diễn
- Vai Juliet trong vở "Romeo và Juliet"
- Vai Gian-da trong vở "Gian-da"
- Vai Bà mẹ trong vở "Hồn ma bóng quỷ"
- Vai Dexdemona trong vở "Otenlo"
- Vai Bé trong vở "Vòng phấn Kafka"
- Vai Luyin trong vở "Trưởng giả học làm sang"
- Vai Lý Chiêu Hoàng trong vở "Rừng Trúc"
- Vai Minfo vở "Âm mưu và tình yêu"
- Vai Thôn nữ trong vở "Hoàng tử học nghề"
- Vai Tấm trong vở "Tấm Cám"
- Vai Cô giáo Thuý trong vở "Mùa hạ cuối cùng"
- Vai Bà mẹ trong vở "Đứa con tôi"
- Vai Cô Lụa trong vở "Lời nói dối cuối cùng"
- Va Lý Nam Thanh trong vở "Chết cho điều chưa có"
- Vai Ni cô Đàm Vân trong vở "Ni Cô Đàm Vân"
- Vai Nhâm trong vở "Điều không thể mất"
- Vai Quỳnh trong vở "Vườn Quỳnh"
- Vai Ngọc Tú trong vở "Bất hoà với số phận"
- Vai Nguyệt Cầm trong vở "Nguyệt Cầm"
- Vai My Lưang trong vở "Giũ áo mù sa"
- Vai Tâm trong vở "Ai là người phán xử"
- Vai Đan Thiềm trong vở "Vũ Như Tô"
- Vai Thuý trong vở "Bến bờ xa lắc"
- Vai Yến trong vở "Những nẻo đường trần gian"
- Vai bà già điếc trong vở "Chỉ tại cái tai"
- Vai bà tham lam trong vở "Khôn ngoan không lại với giời"
- Vai nữ anh hùng JanĐa trong vở "Chim sơn ca"
- Vai Ximma trong vở "Vào đời"
- Vai Erica trong vở "Ngôi nhà trên thiên đường"
- Vai NhiNa trong vở "Người con trai cả"
- Vai bà Đại Cát trong vở "Quẫn"
- Vai bà Hoài trong vở "Lời thề thứ 9"
- Vai Nora trong vở "Nhà búp bê"
- Vai bà mẹ trong vở "Tất cả đều là con tôi (Miller)"
- Vai nữ anh hùng Pháp Jeanne d’Arc trong vở "Khi tôi 26 tuổi"
- "Hoa cúc xanh trên đầm lầy"
- "Nhà Osin"
- "Chén thuốc độc"[5]
- "Ai là thủ phạm"
- Và nhiều vở kịch khác

### Hài kịch
- "Đời cười 1"
- "Đời cười 2"
- "Đời cười 3"
- "Khôn ngoan không lại với giời"[6]
- Vai Klea trong vở "Con cáo và chùm nho"
- Vai bà già điếc trong vở "Chỉ tại cái tai"
- Vai Thị Hến trong vở "Thị Hến"
- Và nhiều vở hài khác

## Danh sách phim

### Phim điện ảnh
- Vai Tuất trong phim "Từ một cánh rừng" (1978)
- Vai Kim trong phim "Có một tình yêu như thế" (1988)
- Vai Tu sĩ Băng Thanh trong phim "Săn bắt cướp" (1992)
- Vai Hân trong phim "Ám ảnh"
- Vai Thái trong phim "Điều anh chưa kịp nói"
- Vai Khanh trong phim Mùa hè chiều thẳng đứng (2000)
- Vai Mai trong phim "K09 là ai"
- Vai Thái Tuyết Mai trong phim Gái già lắm chiêu 3 (2020)
- Vai Lý Lệ Hà trong phim Gái già lắm chiêu V (2021)
- Vai bà Kim trong phim Cô gái từ quá khứ (2022)

### Phim truyền hình
- Vai người cháu trong phim "58 Quán Sứ" (1977 - 8 tuổi)
- Vai Bum My trong phim "Hai bà mẹ" (Năm 9 tuổi)
- Vai Thảo trong phim "Người Hà Nội"
- Vai Nguyễn Thị Kiu trong phim "Con đường sáng" (2008)
- Vai Lan trong phim "Chuyện tình bên dòng sông"
- Vai Điệp trong phim "Dòng sông hoa trắng"
- Vai Thoa trong phim "Bản tình ca cuối cùng"
- Vai Thuỳ trong phim "Anh ấy không cô đơn"
- Vai Kiều Loan trong phim "Chiếc mặt nạ da người"
- Vai Huệ trong phim "Cạm bẫy tình"
- Vai Khanh trong phim "Những ngày không mưa"
- Vai bà Vân trong phim "Mẹ ơi! Bố đâu rồi?" (2018)[7]
- Vai bà Lan trong phim "Nơi giấc mơ tìm về"(2023)

### Phim chiếu mạng
- Vai Hoạn Bà trong phim Kiều (2021)[Ghi chú 1]

### Phim Video
- Vai Thuỳ trong phim "Tiếng gọi bên sông"
- Vai Bà triệu phú trong phim "Bên dòng sông Trẹm"
- Vai Na trong phim "Chợ tình"

### MV
- Vai Thảo trong MV "Chị tôi" (của Mỹ Linh)

## Danh sách chương trình
| Năm  | Chương trình                      | Vai trò             |        |
| ---- | --------------------------------- | ------------------- | ------ |
| 2000 | Gặp nhau cuối tuần                | Khách mời           |        |
| 2008 | Hoa hậu Hoàn vũ Việt Nam          | Giám khảo           | [ 8 ]  |
| 2010 | Hoa hậu Việt Nam                  | Giám khảo           | [ 8 ]  |
| 2011 | Hoa hậu người Việt tại châu Âu    | Giám khảo           | [ 8 ]  |
| 2014 | Cỗ Tết Hà Nội                     | Khách mời           | [ 9 ]  |
| 2017 | Quyền lực ghế nóng                | Giám khảo           | [ 10 ] |
| 2018 | Ký ức vui vẻ                      | Khách mời           | [ 11 ] |
| 2019 | Ký ức vui vẻ                      | Giám khảo           | [ 12 ] |
| 2020 | Én vàng nghệ sĩ                   | Diễn viên khách mời | [ 13 ] |
| 2020 | Chị em chúng mình                 | Giám khảo           | [ 14 ] |
| 2020 | Quán thanh xuân                   | Khách mời           | [ 15 ] |
| 2021 | Sudio H9 - Cuộc hẹn cuối tuần     | Khách mời           | [ 16 ] |
| 2021 | Phụ nữ quyền năng                 | Khách mời           | [ 17 ] |
| 2022 | Hoa hậu Du lịch Việt Nam toàn cầu | Giàm khảo           | [ 18 ] |
| 2022 | Phía sau màn nhung                | Diễn viên           | [ 19 ] |

## Đạo diễn
- Em yêu anh
- Nhà ôsin
- Tất cả đều là con tôi
- Lời thề thứ 9
- Thị Hến

## Gia đình
Lê Khanh là con của hai nghệ sĩ kịch nói NSND Trần Tiến và NSƯT Lê Mai, là em của NSƯT Lê Vân, diễn viên điện ảnh, nghệ sĩ múa, và là chị của NSƯT Lê Vi, nghệ sĩ múa.
Chồng chị là đạo diễn, Nghệ sĩ Ưu tú Phạm Việt Thanh. Trước khi kết hôn với Lê Khanh, Phạm Việt Thanh đã từng kết hôn và có một con gái riêng. Phạm Việt Thanh và Lê Khanh có chung với nhau hai con, con gái sinh năm 1995, con trai sinh năm 1997.

## Giải thưởng
Tiêu biểu:
- Nghệ sĩ ưu tú (1989)[24]
- Nghệ sĩ nhân dân (2001)[24]
- Huy chương Bạc Liên hoan Sân khấu chuyên nghiệp toàn quốc[25]
- Huy chương Vàng cho nhân vật chính kịch chính tại Liên hoan Sân khấu nhỏ chuyên nghiệp toàn quốc 1996 (vai Thúy vở "Bến bờ xa lắc")[26]
- Huy chương Vàng cho nhân vật chính kịch chính tại Liên hoan Sân khấu nhỏ chuyên nghiệp toàn quốc (vai Lý Chiêu Hoàng trong vở "Rừng trúc)[4]
- Huy chương Vàng cho nhân vật chính kịch chính tại Liên hoan Sân khấu nhỏ chuyên nghiệp toàn quốc (vở "Đời cười")[4]

| Năm  | Giải Thưởng                                                                         | Hạng Mục                           | Tác Phẩm Đề Cử            | Kết Quả   |
| ---- | ----------------------------------------------------------------------------------- | ---------------------------------- | ------------------------- | --------- |
| 1993 | Liên hoan phim Việt Nam lần thứ 10                                                  | Nữ diễn viên chính xuất sắc        | Chuyện tình bên dòng sông | Đoạt giải |
| 2021 | Liên hoan phim Việt Nam lần thứ 22                                                  | Nữ diễn viên chính xuất sắc        | Gái già lắm chiêu V       | Đoạt giải |
| 2021 | Giải Ngôi Sao Xanh                                                                  | Nữ diễn viên chính xuất sắc nhất   | Gái già lắm chiêu V       | Đề cử     |
| 2021 | Giải Ngôi Sao Xanh                                                                  | Nữ diễn viên được yêu thích nhất   | Gái già lắm chiêu V       | Đề cử     |
| 2022 | Nghệ sĩ tiêu biểu lĩnh vực Nghệ thuật biểu diễn (Vietnam Performing Artists Awards) | Diễn viên điện ảnh nổi bật của năm | Cô gái từ quá khứ         | Đoạt giải |

## Nhận xét
Nhà thơ Nguyễn Bảo Chân - trong một bài viết về Lê Khanh - từng ấn tượng sâu sắc với đôi mắt của chị: "Đôi mắt mở to ngơ ngác nhìn cuộc đời, lúc yêu thương đắm đuối, lúc lạ lẫm, quyết liệt, lúc giá băng, lãnh đạm...".